# Warmun
Warmun – miasto w Australii, w stanie Australia Zachodnia.